# Burgan SC
Der Burgan Sports Club (arabisch نادي برقان الرياضي, DMG Nādī Burqān ar-riyāḍī) wurde 2007 gegründet und sitzt im kuwaitischen Gouvernement al-Farwaniyya. Die Fußballabteilung des Sportklubs spielt derzeit in der Kuwaiti Division One.

## Fußball

### Geschichte

#### Der Anfang
Bevor Burgan sich als Klub registriert hatte, trat der Klub schon in vielen Freundschaftsspielen und -turnieren an. Es gab unter anderem mehrere Spiele gegen die Mannschaft der Kuwait Oil Company und gegen Universitäten wie zum Beispiel die American University of Kuwait wie auch die Kuwait University. Den ersten Sieg erzielte die Mannschaft 2011. Das letzte Spiel als unregistrierte Mannschaft war gegen den Kuwait Military Gov. FC; das Spiel wurde mit 3:2 verloren.
Auch wurde angefangen mehrere U-Mannschaften zu scouten und aufzubauen. Alle Jungs im Alter von 9 bis 12 Jahren wurden aufgrund der geringen Anzahl an Mitspielern automatisch in die U-12 einsortiert.

#### Teilnahme an Wettbewerben seit 2014
Vor dem Beginn der eigentlichen Saison, wurden noch einige Testspiele gegen bereits etablierte Mannschaften ausgetragen sowie während des Ramadan 2014 an zwei inoffiziellen Turnieren teilgenommen. Das erste Spiel wurde dabei mit 5:0 gegen al-Nasr verloren. Das erste Tor gab es bei einer 4:1-Niederlage gegen al-Arabi, erzielt von Marzouq Zaki. Den ersten Sieg gab es dann schließlich am 7. September 2014 gegen al-Jahra mit dem Endergebnis von 3:2. Erstmals ein Unentschieden dann gegen al-Kuwait am 21. September.
Im Januar stand der Verein dann auf dem 4. Platz der Liga. Dann am 25. unterzeichnete der Klub erstmals einen Leihvertrag, in diesem Fall mit dem Torhüter Yousef Al-Saraff, zusätzlich kam dazu noch eine Kaufoption im Sommer. Nachdem es zu dieser Zeit zuletzt eine Vielzahl von Niederlagen gab, forderte Rashid Abdullah Al-Bous an die Siegesserie wieder anzuknüpfen.

„After our signing we have to go back into winning for even if we lack a difference of 15 players from all the team since we just joined the league.“

Nach dem Ende der ersten Saison nahm der Klub am Kuwait Federation Cup 2014/15 teil. Diesen konnte er in der Gruppe A auf dem 5. Platz noch vor al-Qadsia und al-Nasr abschließen. Am 7. Mai 2015 wurde dann bekanntgegeben, dass Burgan ein Trainingslager in Italien belegen wird, Am 27. Oktober hatte das Management des Klubs Probleme einen Profit aus dem Budget der Vorsaison zu generieren. 40 % des Managements stimmten nicht mit Zielen überein, was beim Federation Cup 2015/16 zu Problemen führte. Das erste Spiel im Kuwait Emir Cup war gegen al-Tadhamon, das Spiel wurde zudem auch 1:0 gewonnen, das Tor erzielte Tarik Lugman. Als neuer Trainer wurde am 15. November Fayez Frieh vorgestellt.
Am 6. September 2016 wurde angekündigt, dass Burgan mit dem Start der Saison 2016/17, zusammen mit dem neuen Trainer Hamad Al Harbi, wieder am Liga Betrieb teilnehmen wird. Das erste historische Spiel in der Kuwaiti Premier League spielte das Team gegen al-Nasr, welches sie jedoch 2:0 verloren. Am nächsten Spieltag konnte das erste Tor erzielt werden, das Spiel selber gegen al-Shabab wurde jedoch mit 5:1 verloren. In der nächsten Woche konnte  gegen al-Fahaheel dann mit 1:0 gewonnen werden.

“The first win over Fahaheel was a historical win for the club as a first win and this is the true start to the season for the Burganians, even though we lost the first to games we or on the right track of success.”

Insgesamt errang das Team 2 weitere Siege sowie insgesamt 21 Niederlagen, was dazu führte, dass die Mannschaft mit 11 Punkten am Ende der Saison den Abstieg hinnehmen musste. Die darauf folgende Saison konnte Burgan auf dem 4. Platz abschließen. In der Saison darauf wurde der 5. und somit letzte Platz erlangt. Zurzeit spielt der Klub immer noch in der Division One.

### Erfolge

#### Inoffizielle Turniere
- Faraz Cup:1

2014
- Shamlan Cup:1

2014

### Sponsoren
| Jahre     | Hersteller | Sponsor |
| --------- | ---------- | ------- |
| 2012–2015 | Nike       | keiner  |
| 2015–2016 | Givova     | keiner  |
| 2016–     | adidas     | keiner  |

## Volleyball
Der Klub trat 2014 der Kuwait Volleyball League bei. Aufgrund des niedrigen Budgets wurde der Start des Teams aber eine Saison nach hinten verschoben. Das erste Match wurde dann am 3. November 2015 gegen al-Arabi ausgetragen; das Spiel wurde 3:0 verloren. Der größte Sieg bisher war ein 50:15 über al-Jahra.

## Beachvolleyball
Im April 2016 trat der der Beachvolleyball Liga bei und gewann ihr erstes Match nach drei Spielen am 19. April gegen al-Fahaheel mit 2:0. Die erste Saison wurde dann auf dem 5. Platz abgeschlossen.

## Handball
Den ersten Auftritt im Handball machte Burgan mit dem Beitritt zur Kuwait Handball League 2014/15 sowie der Teilnahme am Handball Federation Cup. Das erste Spiel war gegen den Kuwait SC, welches mit 19:33 verloren wurde. Am 3. Februar 2015 gegen Khaitan konnte dann das erste Mal ein Sieg eingefahren werden.

## Karate
In Karate tritt der Klub ebenfalls mit seinem Sportlern an. Dabei konnten schon folgende Medaillen gesammelt werden:
| Medaille | Insgesamt | Saison                   |
| -------- | --------- | ------------------------ |
| Gold     | 1         | 2014/15                  |
| Silber   | 4         | 2014/15 (2), 2016/17 (2) |
| Bronze   | 14        | 2014/15 (9), 2015/16 (5) |